# Gáspárik Kázmér

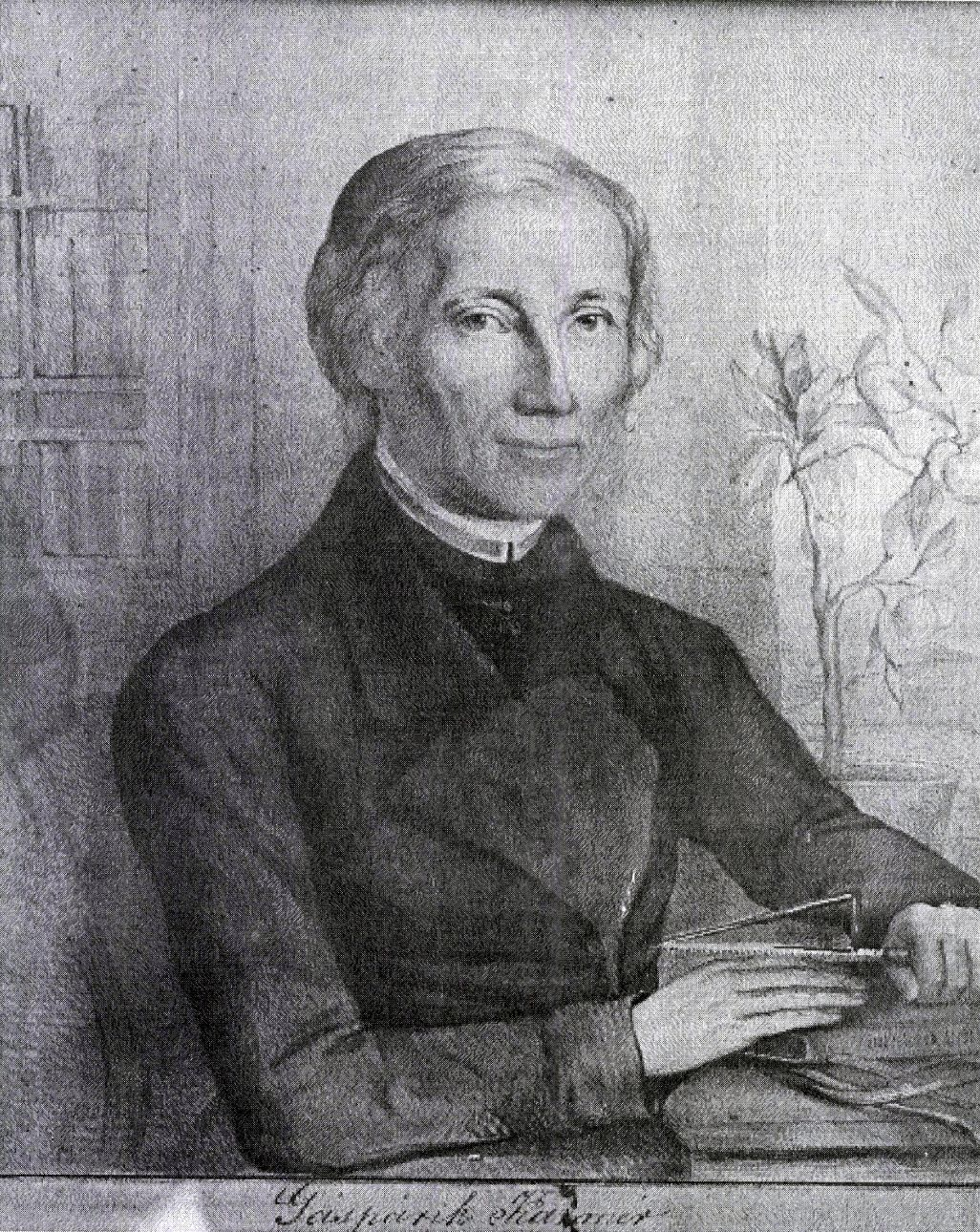
Gasparik Kázmér (1784–1863) váci nagyprépost, festőművész. A Tragor Ignác Múzeum Közleményei. Vác. 2007

Gáspárik Kázmér (Pócsmegyer, 1784. szeptember 11. – Vác, 1863. március 17.) váci nagyprépost és kanonok.

## Élete
Pócs megyeren született, ahol apja Eszterházy Kázmér gróf tiszttartója volt; iskoláit Korponán járta és 1801-ben a váci papnevelőbe lépett. 1807. szeptember 20-án misés pappá szenteltetett föl; előbb káplán volt és 1809-ben a püspöki udvarnál alkalmazták, ahol 1812-ben titoknok, 1827 elején kanonok és főesperes, később nagyprépost, püspöki helynök, a püspöki szentszék és zsinati vizsgálók elnöke lett.

## Munkája
- Oratio inauguralis qua consalutavit Augustinum Roskoványi dum Episcopatum Vaciensem adiret. Pestini, 1852.